# Lipoltický mlýn
Lipoltický mlýn v Lipolticích v okrese Pardubice je vodní mlýn, který stál v centru obce na Lipoltické svodnici. V letech 1958–1988 byl chráněn jako nemovitá kulturní památka České republiky.

## Historie
Mlýn pochází z roku 1760. Je vyobrazen na mapě II. vojenského mapování z let 1836–1854. Přestal mlít v 50. letech 20. století. Spolu se svým zařízením byl významnou technickou památkou. V 70. letech 20. století byl zbořen a jeho ochrana zrušena. Náhon i odtokový kanál byly zasypány.

## Popis
Budova mlýna měla zděné přízemí, dřevěné patro a podkroví. Voda na vodní kolo vedla od rybníka náhonem. Nad mlýnem byla na potoce zvaném Lipoltická svodnice soustava čtyř rybníků: Urbanický, Nečas, Třešňovec a 240 metrů od mlýna Rohlíček. Z něj vedl náhon ke mlýnu; odtok od mlýna byl veden mezi domy čp. 41 a 29 zpět do potoka. V roce 1930 měl mlýn 1 kolo na vrchní vodu (spád 4,4 m, výkon 6 HP).